# Sprowston Manor Golf Club

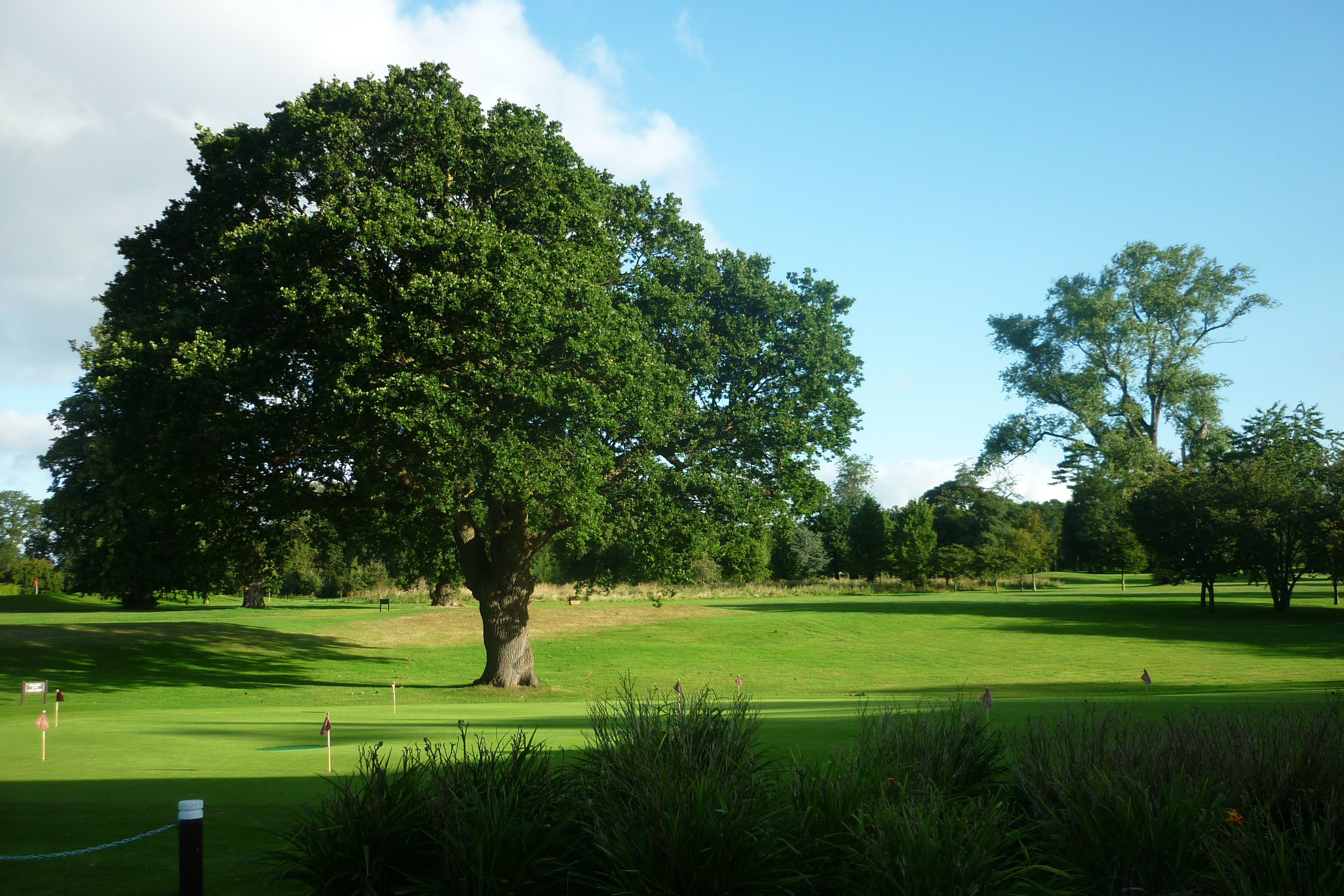
De boom die ook op het logo van de golfclub en het hotel staat

De Sprowston Manor Golf Club in Sprowston is een golfclub in Norfolk. De club beschikt over een 18 holesbaan met een par van 71. Het baanrecord van 64 staat sinds 2005 op naam van David Fisher.
De 18-holes golfbaan ligt op het terrein van de Sprowston Manor. De baan werd ontworpen door Ross McMurray van European Golf Design. Na enkele verbeteringen werd hij in 1991 door Ian Woosnam heropend. In 2003 werden weer veranderingen aangebracht, ditmaal om een volwaardige toernooibaan te worden. De tees en greens zijn volgens de USGA regels opgebouwd. In 2004 was Sprowston gastheer van het eerste toernooi van de EuroPro Tour dat in Norfolk werd gespeeld. Sky zond het toernooi op televisie uit. In 2005 deden Thomas Blankvoort, Niels Kraaij en Inder van Weerelt aan dat toernooi mee.
In het clubhuis is Zest, een informeel restaurant, dat ook door de hotelgasten wordt gebruikt.

## De Manor

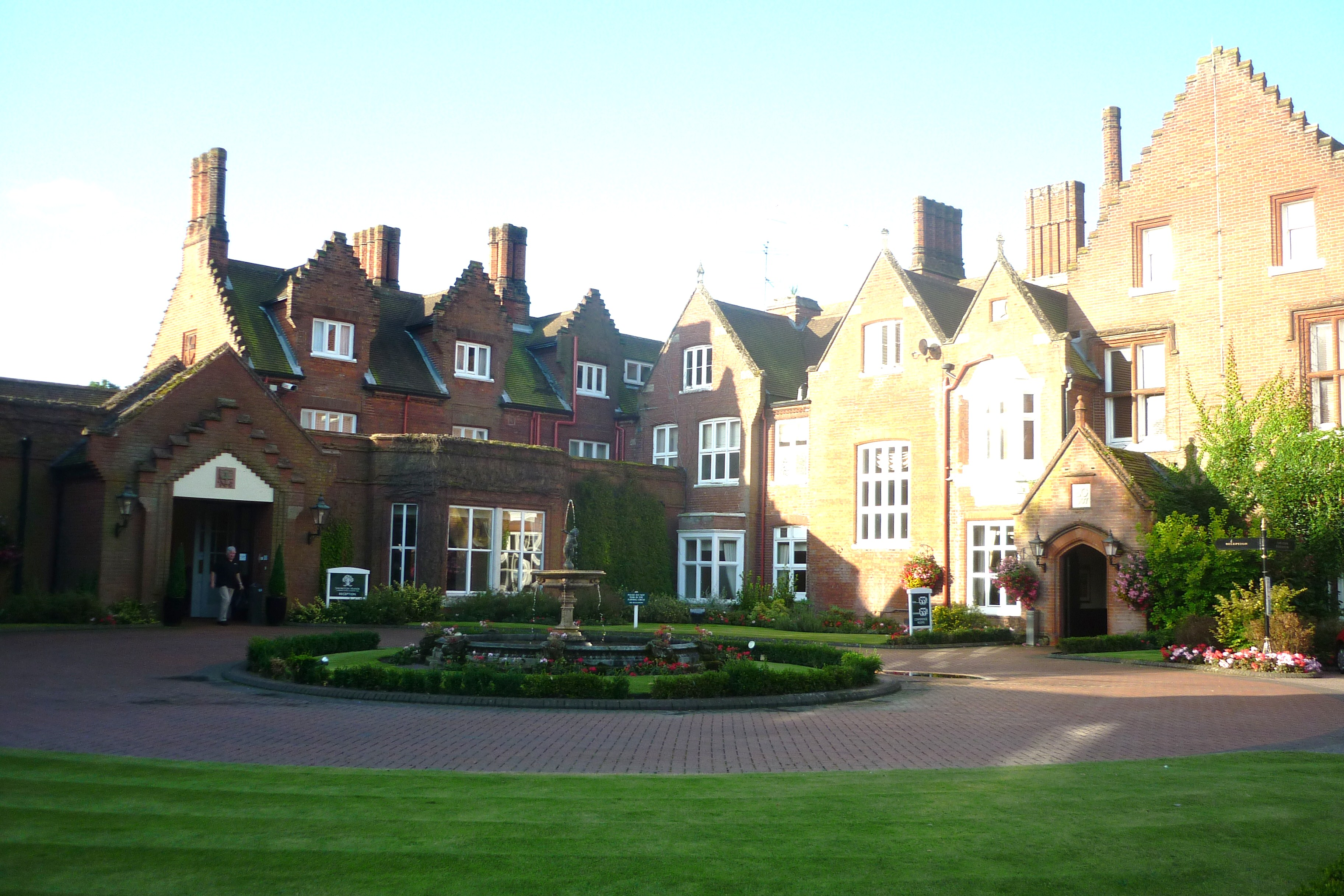
Sprowston Manor

Voor 1557 stond er op het landgoed een huis waar mogelijk Anna Boleyn rond 1501 geboren werd.De gegevens hoeromtrent zijn onduidelijk. In 1557 werd naast het bestaande huis een ander huis gebouwd.  De twee huizen werden in 1592 samengevoegd, nadat familie Calthorpe (aangetrouwde familie van Anna Boleyn) het landgoed had verkocht aan Sir Thomas Corbet. koning Charles I had hem geridderd na de Engelse Burgeroorlog. Sir Thomas werd in 1612 High Sheriff van Norfolk. Nadat hij kinderloos overleed, werd het huis verkocht aan Sir Thomas Adams, die sinds 1645 burgemeester van Londen was. Adams was zeer bevriend met koning Charles II.   

In de 19de eeuw was het huis van John Gurney, de burgemeester van Norwich. Hoewel hij blind was, liet hij het huis herbouwen. 
De Manor is nu een Marriott hotel. De golfbaan ligt aan weerszijden van de oprijlaan. Vlak naast het hotel is het clubhuis van de golf.